# Алексаполь
Алексаполь (укр. Олексапіль) — село, относится к Белокуракинскому району Луганской области Украины.
Население по переписи 2001 года составляло 223 человека. Почтовый индекс — 92211. Телефонный код — 6462. Занимает площадь 0,96 км².

## Местный совет
92211, Луганська обл., Білокуракинський р-н., смт. Лозно-Олександрівка, вул. Леніна, 1  (укр.)